# 浡泥国王墓
浡泥国王墓，位于中华人民共和国江苏省南京市雨花台区，是明朝永乐年间浡泥国国王（地位相等於當代的文莱苏丹）麻那惹加那的墓葬。麻那惹加那于永乐六年（1408年）率团抵达南京，并于当年10月因病去世，明朝政府将其安葬在了南京城南的石子冈，并派专人看护和祭祀。明朝灭亡后，该墓一度荒废，1958年时被南京市文物保管委员会重新发现。此后该墓葬得到妥善保护，并先后于1981年和2001年被列为江苏省重点文物保护单位和全国重点文物保护单位。

## 历史
明朝永乐三年（1405年）时，浡泥国国王麻那惹加那派遣使者来明朝入贡，明成祖朱棣册封麻那惹加那为国王，并赐予了包括官印和财物的大量物品。麻那惹加那得到物品之后大为高兴，于是带着自己的妻子他系邪和子女、随从大臣150多人以及大量特产前往中国，首站抵达福建。当地官员将情况上报给明成祖之后，明成祖派遣专员在麻那惹加那一行路上的各个州县设宴款待。永乐六年（1408年）8月，麻那惹加那一行抵达南京，所带的特产全部送给明成祖，并于日后陈列于文华殿中。一个月后，麻那惹加那突然患病，明成祖特地安排太医为其诊疗。当年10月，麻那惹加那因病于“会同馆”去世，年仅28岁，明成祖为此专门辍朝3天以示悼念，并派专人为其举办葬礼。遵照麻那惹加那的遗愿，明朝政府以王礼将其安葬于南京，在安葬现场，太子和其他亲王均派遣了代表参加祭礼。麻那惹加那被安葬于南京安德门外的石子冈，墓地还修建了神道、石碑、祠堂等附属建筑，礼部在每年的春季和秋季均会在墓地祭祀，石碑上的铭文由胡广撰写，名为《渤泥国恭顺王墓碑》:37，葬礼结束后，麻那惹加那的其他家属由中官张谦护送回国。
此后随着明朝灭亡，浡泥国王墓也失去维护。因为麻那惹加那是穆斯林，其墓葬也被当地居民俗称做“麻回回”墓:64。时至中華民國大陸時期，曾经有人专门在石子冈寻找浡泥国王墓，但最终也未能寻获:34:185-188。1958年5月12日，南京市文物保管委员会组织的文物普查中，考古人员根据当地人的指引:122，在石子冈的一处佚名墓中找到了一块石碑的下半部分残存，并在随后又在墓前水沟当中找到了残碑的上半段，从石碑上的内容中，考古人员最终确定该墓为浡泥国王墓:35。

## 结构

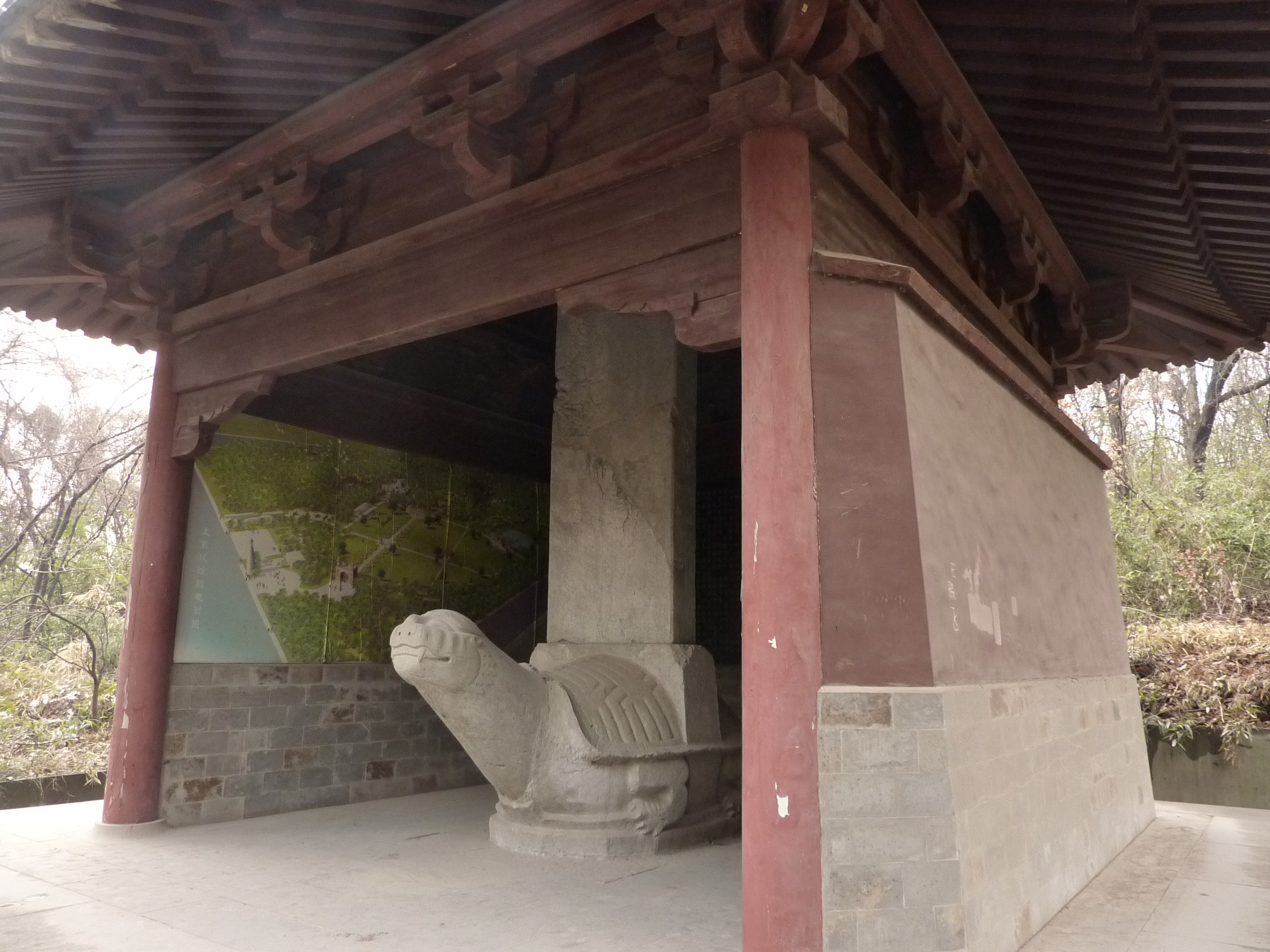
浡泥国王墓的神道碑和碑亭

墓地位于南京市雨花台区铁心桥街道东向花村乌龟山南麓，南京城中华门南侧约5公里的位置。墓地坐北朝南，三面环山，前方有一水塘，占地面积约为7.5万平方米。墓冢底径10米，高3.2米，在墓冢的南侧有3间享堂遗址，现仅存2件石灰岩质地的柱础。墓前有一条南北向神道，长约150米。
神道两侧有6对石像生，呈弧形排列。最南侧一对为武将，西侧武将为年轻将领造型，面部有残损，无胡须，高2.3米，胸宽83厘米，厚56厘米，右脚有残损；东侧武将造像为年老将领造型，有胡须，高2.3米，胸宽86厘米，厚60厘米，间距5.5米，身着铠甲，头戴兜鍪，双手于腹部前方交叉并拄剑于地，整体风格类似于东南亚人的形象，造型与明孝陵相类似，但规格较小。武将北侧为控马官，西侧为年轻人造型，东侧为老年人造型，均高1.6米，胸宽73厘米，厚42厘米，戴冠，身着紧袖袍服，双手放置于胸前并握有马鞭，面部造型类似东南亚人。控马官北侧为一对立马，高1.35米，长2.5米，背宽50厘米，间距3.8米，马上配有全套的缰绳和鞍具。立马北侧为一对卧羊，均高91厘米，长1.6米，间距3.8米，西侧的卧羊头部已残，东侧的则保存完整，两尊羊均为跪卧姿，头部较大，角卷曲。卧羊北侧为一对蹲虎，高1.4米，长1.6米，宽50厘米，间距3.6米。该墓卧羊与蹲虎均与邓愈墓前的同类别石像相似。蹲虎北侧有一对望柱的柱础，方形，边长65厘米，上部分为六边形，证明其上原有六棱柱形的望柱。
石像生的南端的东侧110米处为墓碑，该墓碑为青石材质，龟趺高1.1米，宽1.29米，龟首部分修复之前残长2.5米。整座墓碑方向为南偏东30°，碑身已残，宽1.09米，厚30厘米，碑首已经丢失，残碑通高4米，碑上的文字已经因年久失修而无法辨识。

## 开发与保护

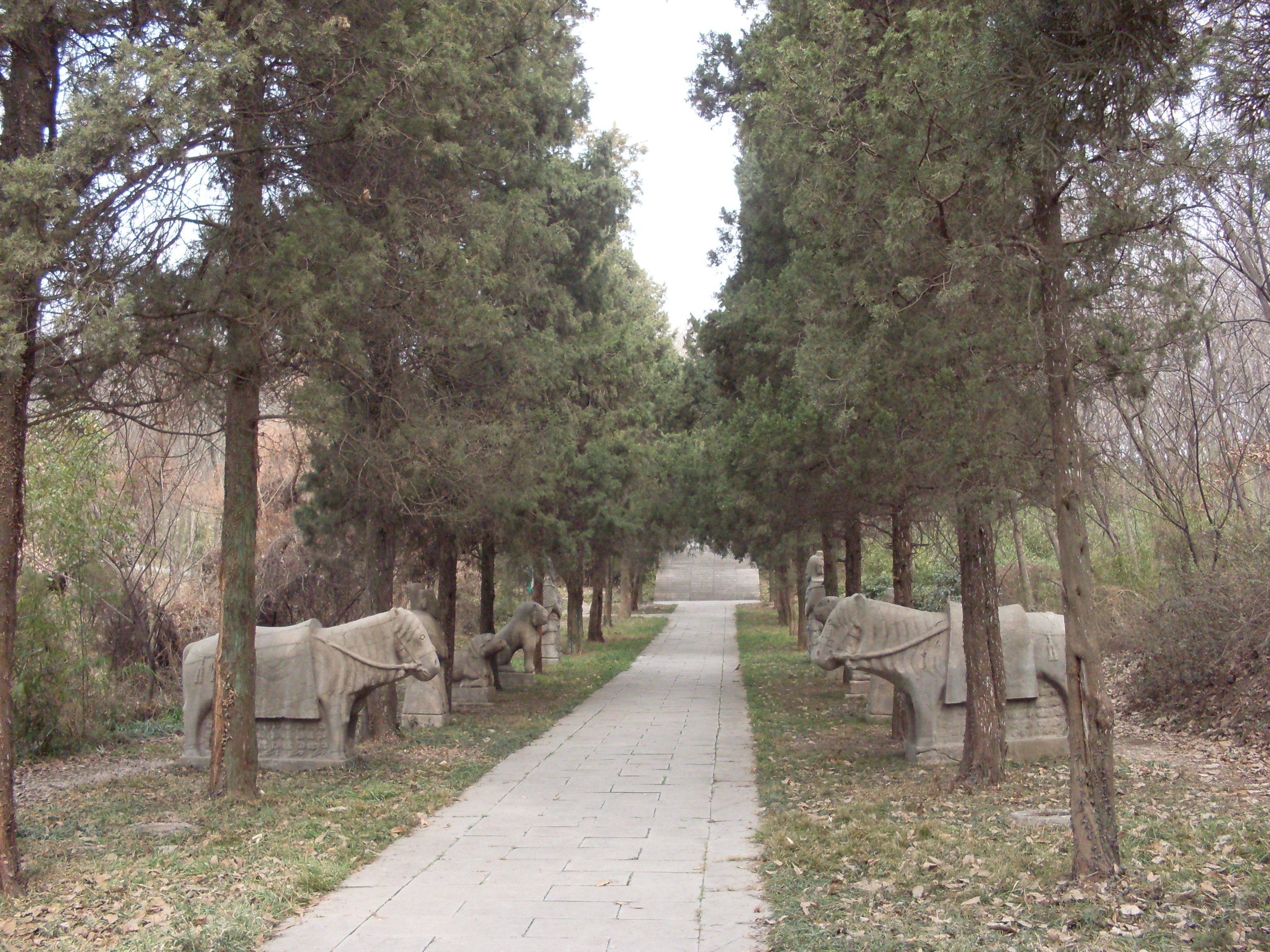
浡泥国王墓的神道

1958年8月开始，当地文物部门将浡泥国王墓墓园的已经倒地的石马夫、石虎按原位扶正到基石上面，然后对墓园进行了清理，并在清理墓园的过程中找到了一对望柱石柱础、墓前的一段城砖铺砌的神道路面以及若干祀祠石柱。清理完毕后，文物部门用鹅卵石在原有的神道路面上按照原神道宽度，铺砌了一条由墓冢向南、再经石碑向东的250米路面。1959年4月，文物部门对断落在碑旁的残龟首和水沟里捞起的残碑进行了结合拼装，同时在已经荒废的墓园当中种植了青松、桧柏、丁香、海棠等14种树苗共计624株。同年8月，为了迎接外国访问代表团前来访问，墓园内开辟了一条连接公路和墓前区域的砂石灌浆路面的单行车道，全长约1公里:39。
文化大革命初期，浡泥国王墓遭受了部分破坏。1974年9月至1975年1月，当地文物部门修复了龟趺的龟首部分，同时修复了破四旧时被破坏的东石马夫的石帽，西石武将的右脚石鞋和东石羊的臀部。1977年9月时，为了防止石碑土基水土流失，当地文物部门又新建了10米长的片石护土墙。1981年，江苏省人民政府将浡泥国王墓列为江苏省省级重点文物保护单位:39。2001年，浡泥国王墓被列为全国重点文物保护单位。
2002年秋天，中共南京市雨花台区区委和雨花台区区政府花费1000余万元人民币，对浡泥国王墓实施一期保护工程，这次工程的主要任务是文物修复与环境整治，先后复建了牌坊、神道碑亭、墓冢、祭台；新建了陈列室和入园道路；迁移了民坟1200余座，清运垃圾百余吨，种植树木草坪200余亩等。2003年4月27日，浡泥国王墓风景区正式建立并对外开放。2005年时，南京举行了纪念浡泥国王墓重新发现47周年的纪念仪式，但在纪念仪式上有人发现该墓的附属文物遭到了人为破坏。2006年，文莱国苏丹哈吉·哈桑纳尔·博尔基亚的长妹、外交和贸易部无任所大使玛斯娜公主一行14人到南京访问，在访问期间玛斯娜公主拜谒了浡泥国王墓，并为浡泥国王墓旁的中国文莱友谊馆举行了揭牌仪式。2007年，以浡泥国王墓为依托的文莱风情园在一期环境整治工程结束之后正式免费对外开放，该园占地面积11.5亩，投资总额达到了2300万元人民币。2012年，中国南京郑和文化旅游精品专线正式开通，浡泥国王墓被列为该专线中的经典之一。2014年3月8日，作为参加南京“免费开放日”的42个景点之一，浡泥国王墓对外免费开放一天。2015年，南京市政府将浡泥国王墓和龙江船厂作为“海上丝绸之路南京遗迹”的正式申报点。